# C/1948 L1 Honda-Bernasconi
La Cometa Honda-Bernasconi, formalmente indicata come C/1948 L1 (Honda-Bernasconi), è una cometa non periodica scoperta il 3 giugno 1948 dagli astrofili Minoru Honda, giapponese, e Giovanni Bernasconi, italiano; al momento della scoperta la cometa era di 3.5a. La cometa, scoperta visualmente da Honda, e con un binocolo 15 x 60 da Bernasconi, era la quarta scoperta da Honda e la seconda da Bernasconi: in realtà si tratta della terza cometa scoperta da Bernasconi ma la prima non gli fu riconosciuta a causa di problemi di comunicazioni durante la Seconda guerra mondiale.
La luminosità della cometa è diminuita molto più velocemente di quanto calcolato nelle effemeridi, indizio di una probabile disgregazione della cometa.